# Lunar Gateway
Lunar Gateway este o stație spațială aflată deocamdată în dezvoltare, care urmează să fie plasată pe o orbita lunară destinată să servească drept centru de comunicații alimentat cu energie solară, laborator științific, modul de locuire pe termen scurt pentru astronauții agențiilor guvernamentale, precum și zonă de depozitare pentru rovere. Se preconizează că va juca un rol major în programul Artemis al NASA.
Se așteaptă ca printre disciplinele științifice care urmează să fie studiate pe Gateway să se numere: știința planetară, astrofizica, observarea Pământului, heliofizica, biologia spațială fundamentală și sănătatea și performanța umană. Construcția este planificată să aibă loc în anii 2020. Grupul Internațional de Coordonare a Explorării Spațiale care este compus din peste 14 agenții spațiale, a concluzionat că Gateway va fi esențial în extinderea prezenței umane pe Lună, Marte și mai adânc în Sistemul Solar.
Este de așteptat ca proiectul să joace un rol major în programul Artemis al NASA, după 2024. În timp ce proiectul este condus de NASA, Gateway-ul este menit să fie dezvoltat, întreținut și utilizat în colaborare cu CSA, ESA, JAXA și parteneri comerciali. Acesta va servi drept o platformă dispusă ca suport atât pentru explorarea robotică, cât și pentru explorarea cu echipaj a polului sud lunar și este platforma pentru conceptul de transport către Marte a NASA.

## Structură
Pentru a susține prima misiune cu echipaj către stație (Artemis 3) planificată pentru 2025, Gateway-ul va fi o mini-stație spațială minimalistă compusă din doar două module: Elementul de putere și propulsie (PPE) și avanpostul de locuire și logistică (HALO). Atât PPE, cât și HALO vor fi asamblate pe Pământ și lansate împreună pe un Falcon Heavy în noiembrie 2024, și se așteaptă să ajungă pe orbita Lunii după nouă până la zece luni. Modulul iHab, o contribuție de la ESA și JAXA, urmează să fie lansat pe SLS Block 1B ca o îmcărcătură utilă în misiunea Orion cu echipaj Artemis 4. Toate modulele vor fi conectate utilizând standardul internațional de sistem de andocare.
|  |  |                       |                       |                       |                       |                       |                       |  |  |                            |                            |                            |                            |                            |                            |  |  | Cargo docking port                    |                                       |                                       |                                       |                                       |                                       |  |  |                    |                    |                    |                    |                    |                    |  |  |  |  |  |  |
|  |  |                       |                       |                       |                       |                       |                       |  |  |                            |                            |                            |                            |                            |                            |  |  |                                       |                                       |                                       |                                       |                                       |                                       |  |  |                    |                    |                    |                    |                    |                    |  |  |  |  |  |  |
|  |  | Solar Array           | Solar Array           | Solar Array           | Solar Array           | Solar Array           | Solar Array           |  |  | HLCS communications module | HLCS communications module | HLCS communications module | HLCS communications module | HLCS communications module | HLCS communications module |  |  | ERM observation port and fuel storage | ERM observation port and fuel storage | ERM observation port and fuel storage | ERM observation port and fuel storage | ERM observation port and fuel storage | ERM observation port and fuel storage |  |  |                    |                    |                    |                    |                    |                    |  |  |  |  |  |  |
|  |  | Solar Array           | Solar Array           | Solar Array           | Solar Array           | Solar Array           | Solar Array           |  |  | HLCS communications module | HLCS communications module | HLCS communications module | HLCS communications module | HLCS communications module | HLCS communications module |  |  | ERM observation port and fuel storage | ERM observation port and fuel storage | ERM observation port and fuel storage | ERM observation port and fuel storage | ERM observation port and fuel storage | ERM observation port and fuel storage |  |  |                    |                    |                    |                    |                    |                    |  |  |  |  |  |  |
|  |  | PPE propulsion module | PPE propulsion module | PPE propulsion module | PPE propulsion module | PPE propulsion module | PPE propulsion module |  |  | HALO logistics and habitat | HALO logistics and habitat | HALO logistics and habitat | HALO logistics and habitat | HALO logistics and habitat | HALO logistics and habitat |  |  | I-HAB logistics and habitat           | I-HAB logistics and habitat           | I-HAB logistics and habitat           | I-HAB logistics and habitat           | I-HAB logistics and habitat           | I-HAB logistics and habitat           |  |  | Orion docking port | Orion docking port | Orion docking port | Orion docking port | Orion docking port | Orion docking port |  |  |  |  |  |  |
|  |  | PPE propulsion module | PPE propulsion module | PPE propulsion module | PPE propulsion module | PPE propulsion module | PPE propulsion module |  |  | HALO logistics and habitat | HALO logistics and habitat | HALO logistics and habitat | HALO logistics and habitat | HALO logistics and habitat | HALO logistics and habitat |  |  | I-HAB logistics and habitat           | I-HAB logistics and habitat           | I-HAB logistics and habitat           | I-HAB logistics and habitat           | I-HAB logistics and habitat           | I-HAB logistics and habitat           |  |  | Orion docking port | Orion docking port | Orion docking port | Orion docking port | Orion docking port | Orion docking port |  |  |  |  |  |  |
|  |  |                       |                       |                       |                       |                       |                       |  |  |                            |                            |                            |                            |                            |                            |  |  |                                       |                                       |                                       |                                       |                                       |                                       |  |  |                    |                    |                    |                    |                    |                    |  |  |  |  |  |  |
|  |  | Solar Array           | Solar Array           | Solar Array           | Solar Array           | Solar Array           | Solar Array           |  |  | HLS docking port           | HLS docking port           | HLS docking port           | HLS docking port           | HLS docking port           | HLS docking port           |  |  |                                       |                                       |                                       |                                       |                                       |                                       |  |  |                    |                    |                    |                    |                    |                    |  |  |  |  |  |  |

### Module planificate
- Power and Propulsion Element (PPE) a început să fie proiectat de Jet Propulsion Laboratory în timpul misiunii de redirecționare a asteroizilor, în prezent anulată. Conceptul original a fost o navă cu propulsie electrică, de înaltă performanță, care ar prelua o rocă de mai multe tone de pe un asteroid și îl va aduce pe orbita Lunii pentru studiu.[13] Când misiunea ARM (Asteroid Redirect Mission) a fost anulată în 2017, propulsia electrică solară a fost reutilizată pentru Gateway.[14][15] PPE va permite accesul pe întreaga suprafață lunară și va acționa ca un remorcher spațial pentru ambarcațiunile de vizitare.[16]  Acesta va servi, de asemenea, ca centru de comandă și comunicații al Gateway-ului.[17][18] PPE urmează să aibă  o masă de 8-9 tone și capacitatea de a genera 50 kW [19] de energie electrică solară pentru propulsoarele sale ionice, care poate fi suplimentată cu propulsie chimică.[20] Modulul va fi construit de compania Maxar Technologies, pentru 375 de milioane de dolari SUA.
- Habitation and Logistics Outpost (HALO),[21][22] va fi construit de Northrop Grumman Innovation Systems (NGIS).[7][23] Falcon Heavy va lansa HALO în noiembrie 2024 împreună cu modulul PPE.[24] [24] HALO se bazează direct pe un modul de alimentare Cygnus Cargo,[7][25] folosită în prezent pentru aprovizionarea Stației Spațiale Internaționale. HALO urmează să fie dotat cu porturi radiale de andocare, baterii și antene de comunicații și va putea găzdui un echipaj Artemis pentru o perioadă de 30 de zile, deși va avea dimensiuni mai mici decât un modul al actualei ISS. La 5 iunie 2020, Northrop Grumman Innovation Systems a primit un contract de la NASA de 187 milioane USD pentru a finaliza proiectarea preliminară a HALO.[26] La 9 iulie 2021, NASA a semnat un contract separat cu Northrop pentru fabricarea HALO și pentru integrarea cu PPE construit de Maxar, pentru 935 milioane USD.[9]